# Antheraea moorei
Antheraea moorei är en fjärilsart som beskrevs av Tutt 1902. Antheraea moorei ingår i släktet Antheraea och familjen påfågelsspinnare. Inga underarter finns listade i Catalogue of Life.